# Veliki Lipovec
Veliki Lipovec je naselje v Občini Žužemberk.